# United States Army Rangers
Les Rangers sont des fantassins d'élite de l'Armée de terre des États-Unis. Ce terme est utilisé pour désigner d'une part les soldats membres d'une unité portant le nom de Ranger, et d'autre part ceux qui sortent qualifiés de la Ranger School, une école d'aguerrissement.
Cette arme est riche de son héritage et de ses traditions. Le 75th Ranger Regiment est la seule unité de rangers existant actuellement dans les Forces armées des États-Unis. Ce régiment constitue une unité d'infanterie légère dédiée aux opérations spéciales, flexible, très entrainée et rapidement déployable.

## Historique

### Période coloniale

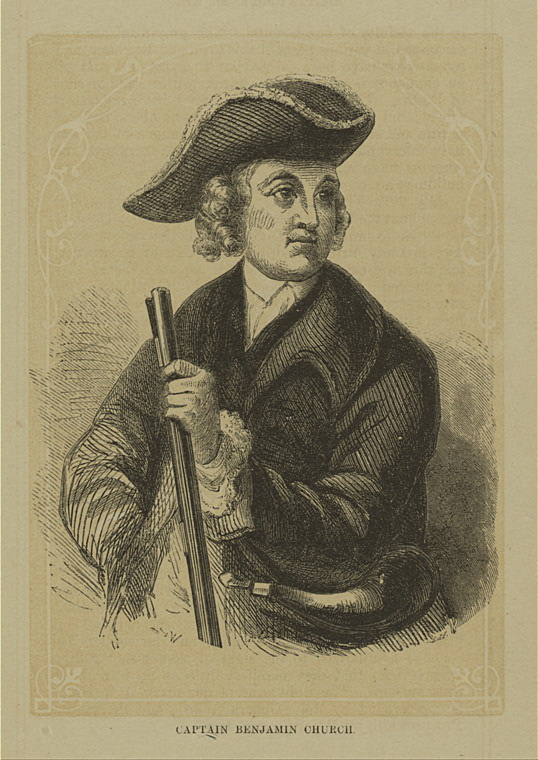
Officier Benjamin Church.

Le terme ranger apparut au XIIIe siècle en Angleterre. Dans les Treize Colonies, il fut d'abord utilisé au XVIIe siècle pour désigner des soldats employés à plein temps par le gouvernement colonial britannique pendant les guerres opposants colons et Amérindiens pour patrouiller (to range, d'où le nom ranger) entre les points fortifiés afin de repérer d'éventuels raids des Indiens. Dans des opérations offensives, ils agissaient comme guides et éclaireurs pour les unités de milice ou de troupes coloniales.

### La guerre de sept ans
En 1675-1676, un nouvel élément s'ajouta au concept des rangers. Benjamin Church (1639-1718), du Massachusetts, créa une unité spéciale à plein temps combinant Blancs et Indiens de tribus amies pour effectuer des attaques dans des zones où les unités classiques étaient inefficaces. Les « rangers de Church » étaient si efficaces que les mémoires de Benjamin Church devinrent le premier manuel militaire américain quand ils furent publiés par un de ses fils en 1716.
L'utilisation d'unités de rangers atteint son point culminant pendant la guerre de la Conquête.
En 1756, Robert Rogers, du New Hampshire, organisa un corps de forestiers de Nouvelle-Angleterre comme milices provinciales à plein temps placées directement sous le commandement militaire britannique et soldés avec des fonds britanniques. Les compagnies de rangers, connues sous le nom de « Rangers de Rogers », soutinrent les opérations britanniques contre le Canada français sur les fronts de New York et du Saint-Laurent. Elles opéraient occasionnellement avec des tribus indiennes amies mais aussi, plus généralement, aux côtés des autres troupes britanniques. Des commandants britanniques astucieux assignèrent des officiers réguliers aux rangers de Rogers pour qu'ils s'entraînent et acquièrent l'expérience de la guerre dans la nature, et les enseignent à leur tour aux régiments réguliers. Une partie de cet enseignement fut codifiée dans les Rangers Standing Orders de Rogers, dont une version est toujours enseignée aux rangers modernes. Le 1er bataillon du 119e régiment d'artillerie de campagne du Michigan et The Queen's York Rangers des Forces canadiennes se réclament tous deux d'une filiation avec les rangers de Rogers.

### La guerre d'indépendance américaine
Des vétérans des rangers de Rogers, dont le général d'armée Israel Putnam et les généraux de brigade John Stark et Moses Hazen, eurent un rôle majeur dans l'armée continentale pendant la guerre d'indépendance américaine. L'utilisation traditionnelle du terme militaire « ranger » eut une application limitée pendant cette guerre. Divers États employèrent des unités de rangers pour la sécurité de leurs frontières. Néanmoins l'armée continentale, formation militaire au niveau national, en forma très peu. En effet, George Washington considérait que la sécurité des frontières, essentiellement menacées par les tribus indiennes, était une responsabilité des États, autorités locales. Il concentra donc ses efforts de recrutement et de formation au profit de l'armée continentale, engagée contre les troupes britanniques et allemandes de l'armée régulière anglaise.
À part les régiments et compagnies de fusiliers séparés de Pennsylvanie et des États du Sud (appelés officiellement ou communément rangers mais qui combattirent plus comme infanterie légère que comme infanterie ranger), l'Armée Continentale ne forma que deux unités rangers : les « rangers de Knowlton » et les « rangers de Whitcomb ».
Les « rangers de Knowlton » étaient une unité provisoire de trois compagnies de volontaires venant des régiments d'infanterie de ligne du Connecticut et du Massachusetts, commandée par le Lieutenant Colonel Thomas Knowlton et créée à la fin de l'été 1776 à New York City. Ils combattirent avec excellence comme infanterie légère à la bataille de Harlem Heights le 16 septembre 1776, au cours de laquelle Knowlton fut mortellement blessé. Deux mois plus tard, les restes de l'unité tombèrent aux mains des Britanniques lors de la reddition de Fort Washington. Parmi les « rangers de Knowlton », Nathan Hale devint célèbre comme espion.
Les « rangers de Whitcomb » furent à l'origine similaires aux précédents, constituant une unité ranger provisoire sur le front du lac Champlain en 1776. Elle devint une unité permanente composée de deux compagnies le 15 octobre de la même année, et fut chargée de la reconnaissance pour le Département du Nord jusqu'à sa dissolution le 1er janvier 1781 à Coos (New Hampshire) lors de la réorganisation générale de l'Armée Continentale. La plupart des « rangers de Whitcomb » venaient du New Hampshire et du Hampshire Grants (devenu le Vermont depuis).

### La guerre de Sécession
Les plus célèbres rangers de la guerre de Sécession combattirent dans l'armée des États confédérés.
En janvier 1863, le commandement du 43 rd Battalion, Partisan Ranger fut attribué à John Singleton Mosby. Les « rangers de Mosby » devinrent tristement célèbres parmi les soldats de l'Union pour leurs fréquents raids sur les trains de ravitaillement et les courriers. Leur réputation augmenta considérablement lorsqu'ils effectuèrent un raid loin à l'intérieur du territoire de l'Union et capturèrent trois officiers de haut rang, dont le général de brigade Edwin H. Stoughton. Dans les semaines suivant la reddition de l'armée confédérée, Mosby dissout son unité plutôt que d'en apporter la reddition.
Les attaques les plus réussies contre les rangers de Mosby furent menées par les « rangers de Mean ». Ceux-ci étaient devenus célèbres pour avoir capturé le train de munitions du général James Longstreet. Par la suite, ils combattirent et capturèrent une partie de la force de Mosby.
Un autre officier confédéré célèbre, Turner Ashby, commanda une compagnie de cavalerie surnommée les « Mountain Rangers », qui devint célèbre pour son harcèlement des unités de l'Union.

### La Seconde Guerre mondiale
En mai 1942, le 1st Ranger Battalion fut fondé et ses recrues (dont 80 % venaient de la 34e division d'infanterie américaine) commencèrent à être entraînées en Écosse par les commandos britanniques. Lors de l'opération Jubilee, en août 1942, 120 soldats du 1st Ranger Battalion débarquèrent aux côtés des Canadiens sur la plage de Berneval-le-Grand. Sous le commandement William O. Darby, ce bataillon combattit aux côtés des 3rd et 4th Ranger Battalions en Afrique du Nord puis en Italie, jusqu'à la bataille de Cisterna (29 janvier 1944) où la plupart des rangers des 1er et 3e bataillons furent tués ou capturés. Les survivants de cette bataille furent versés dans le 1st Special Service Force.
Un 29th Ranger Battalion formé à partir d'éléments de la 29e division d'infanterie sert en Europe en 1943.
Lors du débarquement de Normandie, le 2nd Ranger Battalion s'illustre lors de l'assaut de la pointe du Hoc, et le 5th Ranger Battalion débarque à Omaha Beach, dans le secteur Dog White, où il gagne la devise « Rangers lead the way! »
Dans le Pacifique, le 98e bataillon d'artillerie de campagne, formé le 16 décembre 1941 à Fort Lewis, fut transformé en unité d'infanterie légère et devint le 6th Ranger Battalion le 26 septembre 1944. Le 6e bataillon participa à l'invasion des Philippines et effectua le raid sur le camp de prisonniers de Cabanatuan. Le 6e bataillon fut désactivé au Japon le 30 décembre 1945.
Après la première conférence de Québec (1943), la 5307th Composite Unit (Provisional) fut créée sous le commandement de Frank Merrill, d'où son surnom Merrill's Marauders (« les Maraudeurs de Merrill »). Composée de six équipes de combat célèbres pour se reconnaître par un code de couleurs, l'unité commença l'entraînement en Inde le 31 octobre 1943 avant de prendre part à la campagne de Birmanie. En février 1944, les « Maraudeurs » entamèrent une marche de 1 600 km à travers l'Himalaya et la jungle birmane pour attaquer l'arrière des lignes japonaises. En mars, ils isolèrent les forces nippones à Maingkwan et coupèrent leurs lignes de ravitaillement dans la vallée de Hukawng. Le 17 mai, la 5307e et des forces chinoises capturèrent l'aéroport de Myitkyina, le seul aéroport birman fonctionnel toute l'année. Les « Maraudeurs » se distinguèrent comme une unité exceptionnelle et furent l'une des très rares unités dont tous les membres aient été médaillés de la Bronze Star. Bien que cette unité n'ait pas été appelée ranger à l'époque, elle a été par la suite considérée comme l'ancêtre d'unités rangers ultérieures.
À la fin de la guerre, les unités de rangers furent dissoutes, mais le programme d'entraînement ranger fut établi, bien que réservé aux sous-officiers supérieurs et aux officiers.

### La guerre de Corée
Au commencement de la guerre de Corée, une unité ranger unique fut créée. Commandée par le Second Lieutenant Ralph Puckett, la Eighth Army Ranger Company (« compagnie ranger de la VIIIe armée ») fut créée en août 1950 et servit de modèle pour les unités rangers à venir. Au lieu d'être organisée en bataillons, les compagnies ranger des guerres de Corée puis du Viêt Nam étaient des unités spéciales attachées à des unités classiques plus grandes (armées et divisions).
Au total, seize compagnies rangers supplémentaires furent formées dans les sept mois qui suivirent : la Eighth Army Raider Company et 15 compagnies rangers. Le chef d'état-major de l'US Army assigna le programme d'entraînement ranger à Fort Benning au colonel John Gibson Van Houten. Ce programme fut par la suite divisé en deux pour comprendre un entraînement en Corée.
Ainsi, le 28 octobre suivant, les 1st, 2nd, 3rd et 4th Ranger Companies (compagnies rangers) furent formées. Des soldats du 505e régiment aéroporté et du 80e bataillon d'artillerie antiaérienne de la 82e division aéroportée composèrent la 2nd Ranger Company, la seule unité ranger composée uniquement de Noirs ayant jamais existé.
Le 20 novembre 1950, après que les quatre premières compagnies rangers eurent commencé leur entraînement, les 5th, 6th, 7th et 8th Ranger Companies les rejoignirent. Les 3e et 7e compagnies rangers furent assignées à l'entraînement des autres rangers.
Pendant la guerre, les rangers agirent comme unité de reconnaissance, d'éclairage et d'opérations surprises sur les arrières de forces chinoises et nord-coréennes. Au cours d'un audacieux raid nocturne, la 1st Rangers détruisit les quartiers-généraux de la 12e division nord-coréenne. Les 2nd et 4th Rangers effectuèrent un assaut aéroporté près de Munsan, au nord du 38e parallèle. La 2nd Rangers comblèrent le vide laissé par les forces alliées en retraite, la 5th Rangers aida à arrêter la 5e phase de l'offensive chinoise. À la fin du conflit, comme pour la Seconde Guerre mondiale, les unités de rangers furent dissoutes.
| Compagnie                                   | Unité d'attache                                       | Compagnie           | Unité d'attache                 |
| Eight Army Ranger Company                   | 25th Infantry Division / IX Corps                     | 8th Ranger Company  | 24th Infantry Division/IX Corps |
| General Headquarters (GHQ) Raider Companies | Special Activities Group / X Corps                    | 9th Ranger Company  | 3rd Army                        |
| 1st Ranger Company                          | 2nd Infantry Division                                 | 10th Ranger Company | 45th Infantry Division          |
| 2nd Ranger Company                          | 7th Infantry Division/187 ARCT                        | 11th Ranger Company | 40th Infantry Division          |
| 3rd Ranger Company                          | Ranger Training Command/3rd Infantry Division/I Corps | 12th Ranger Company | 5th Army                        |
| 4th Ranger Company                          | 1st Cavalry Division/187 ARCT/1st Marine Division     | 13th Ranger Company | 2nd Army                        |
| 5th Ranger Company                          | 25th Infantry Division/I Corps                        | 14th Ranger Company | 4th Infantry Division           |
| 6th Ranger Company                          | 7th Army                                              | 15th Ranger Company | 3rd Army                        |
| 7th Ranger Company                          | Ranger Training Command                               |                     |                                 |

### La guerre du Viêt Nam

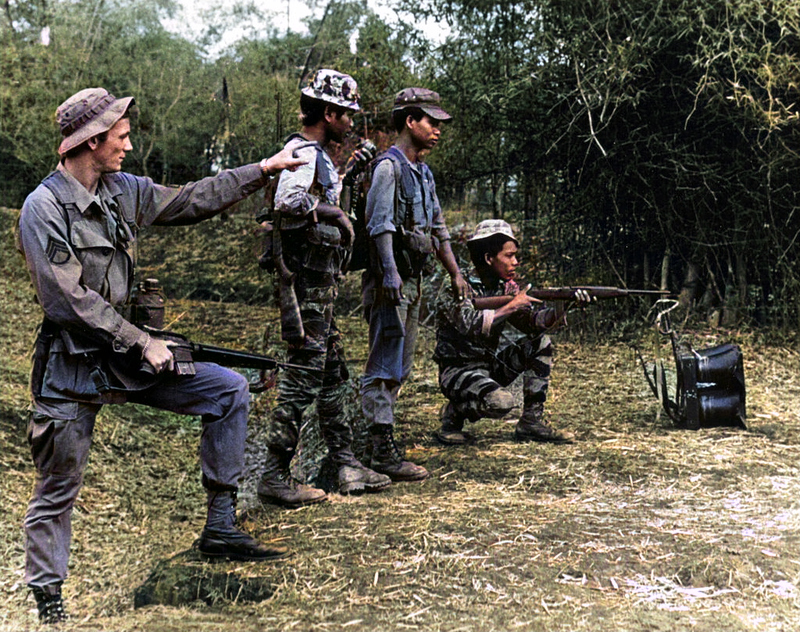
Des Rangers de l’US Army équipés de M16 entrainant des membres du Front unifié de lutte des races opprimées armés de carabines M1 en 1966.

En 1958, les premières unités de Long Range Reconnaissance Patrol (LRRP, « patrouille de reconnaissance à longue distance ») sont créées parmi les troupes américaines en Allemagne de l'Ouest. Au Viêt Nam, des brigades et divisions créent à partir de fin 1965 des unités LRRP. En 1967, les I et II Field Forces (en) (unités de la taille de corps d'armée) créent leurs propres compagnies de Long Range Patrol (LRP, « patrouille à longue distance »). À l'automne, les diveres unités LRRP divisionnaires et de brigades sont renommées LRP. En février 1969, les compagnies et détachements LRP sont renommées compagnies Ranger. Ces compagnies Ranger sont dissoutes lors de leur retrait du Viêt Nam qui s'achève en août 1972.

### Le 75th Ranger Regiment
À la suite du désengagement des États-Unis de la guerre du Viêt Nam, les officiers supérieurs de l'US Army perçurent le besoin d'une unité d'infanterie légère d'élite pouvant être déployée rapidement. En conséquence, le général Creighton Abrams créa le 1st Battalion (Ranger) du 75th Infantry Regiment le 28 janvier 1974 à Fort Benning, qui déménagea à Fort Stewart le 1er juillet suivant. Trois mois plus tard, le 1er octobre 1974, le 2nd Ranger Battalion était créé à Fort Lewis. Dix ans plus tard, le 3 octobre 1984, le 3rd Ranger Battalion et le quartier-général du régiment étaient activés à Fort Benning. Le 17 avril 1986, le régiment fut renommé 75th Ranger Regiment et reçut l'autorisation de tracer sa généalogie officielle des unités de rangers ayant existé depuis les « rangers de Darby » (qui faisaient jusqu'alors partie de la généalogie officielle des Special Forces).
Les 4th, 5th et 6th Ranger Battalions furent également réactivés par la suite, formant la Ranger Training Brigade encadrant la Ranger School. Ces bataillons font partie de l'école du Training and Doctrine Command (TRADOC) de l'US Army, et ne font pas partie du 75th Ranger Regiment.
Les bataillons de rangers ont participé à toutes les opérations militaires américaines d'envergure depuis 1974, y compris l'opération Eagle Claw, les invasions de la Grenade et du Panama, l'opération Tempête du désert, l'opération Gothic Serpent en Somalie qui s'acheva par les combats de Mogadiscio des 3 et 4 octobre 1993 au cours desquels six rangers furent tués ; enfin, le 75th Ranger Regiment a également participé à la guerre d'Afghanistan, notamment aux raids sur Rhino et Gecko, et à celle de l'Irak.

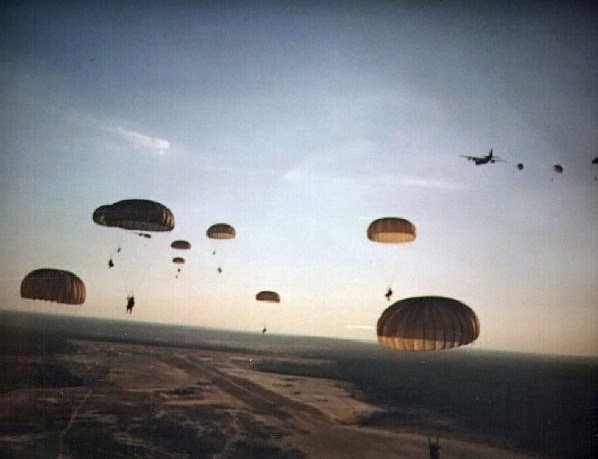
Des hommes du 75th Ranger Regiment parachutés sur La Grenade en 1983.
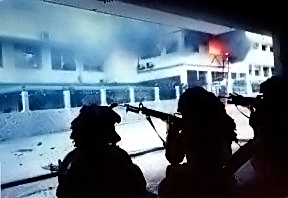
Rangers durant l'opération Just Cause au Panama en 1989.
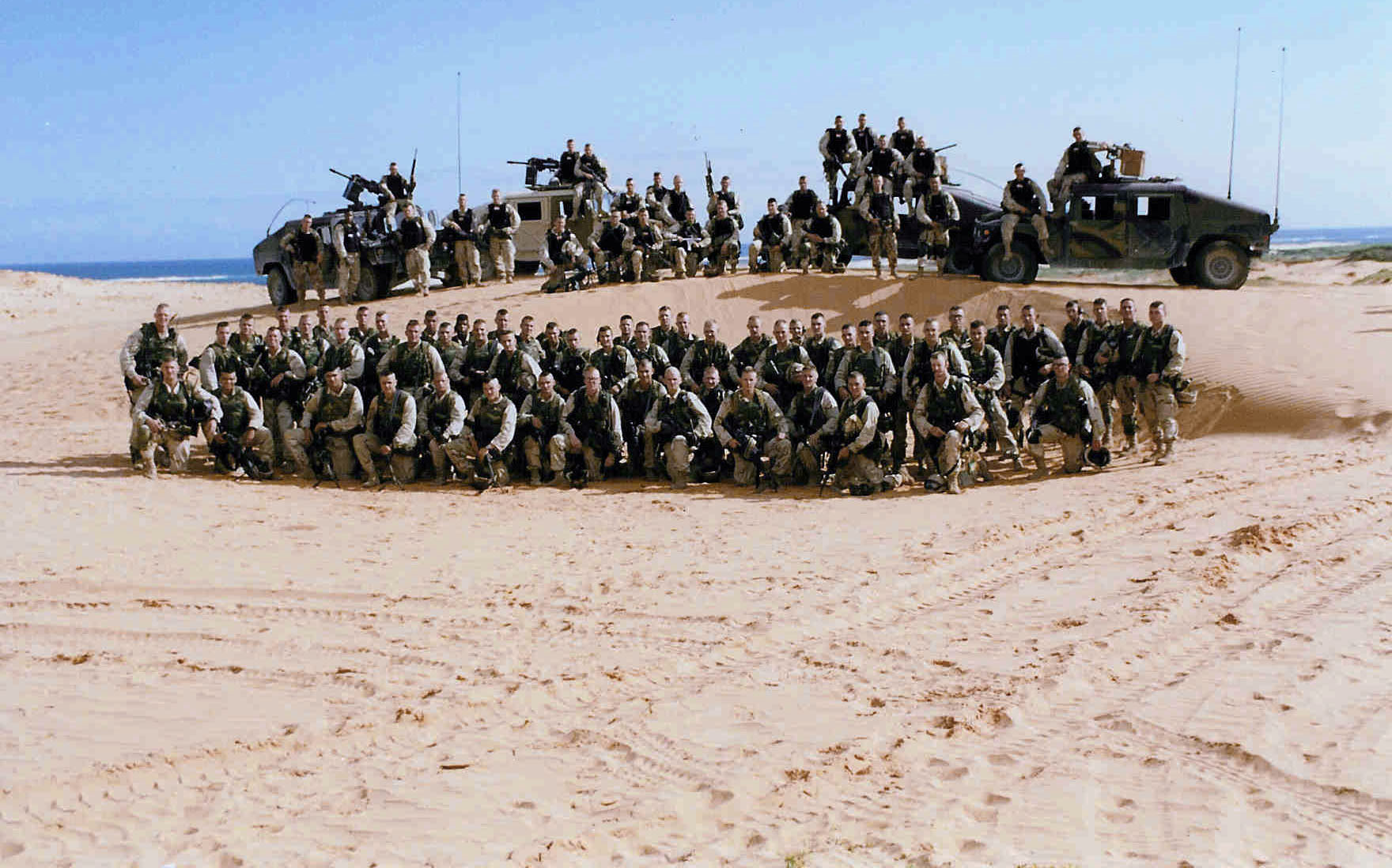
La compagnie Bravo, 3e bataillon, 75th Ranger Regiment en Somalie en 1993.
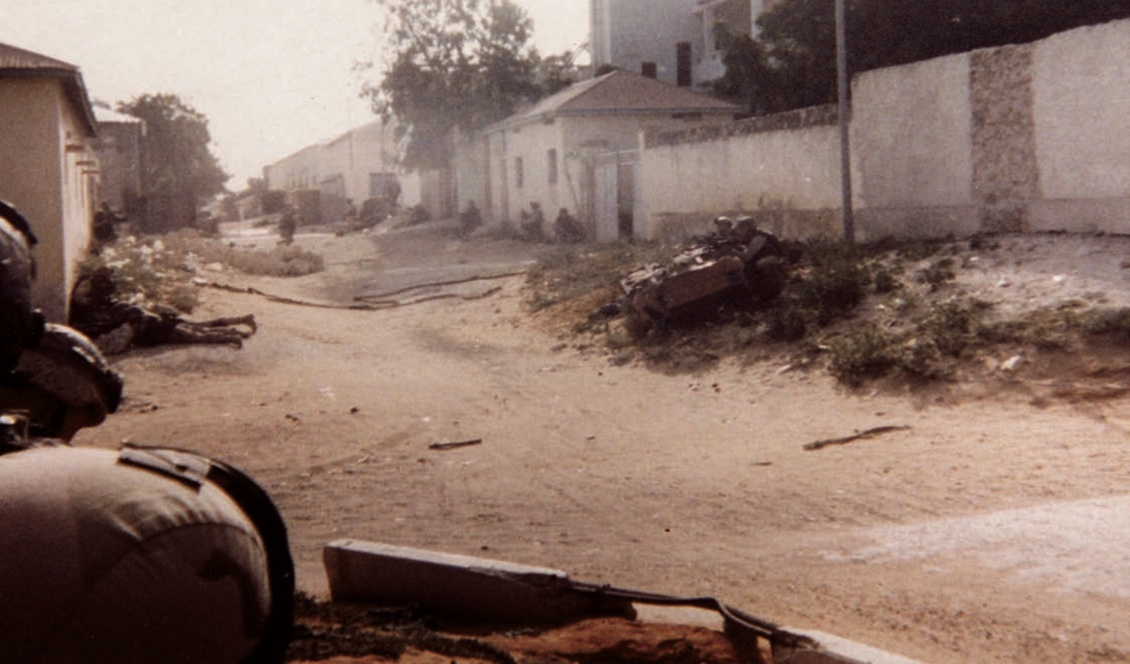
Rangers au combat, 3 octobre 1993.
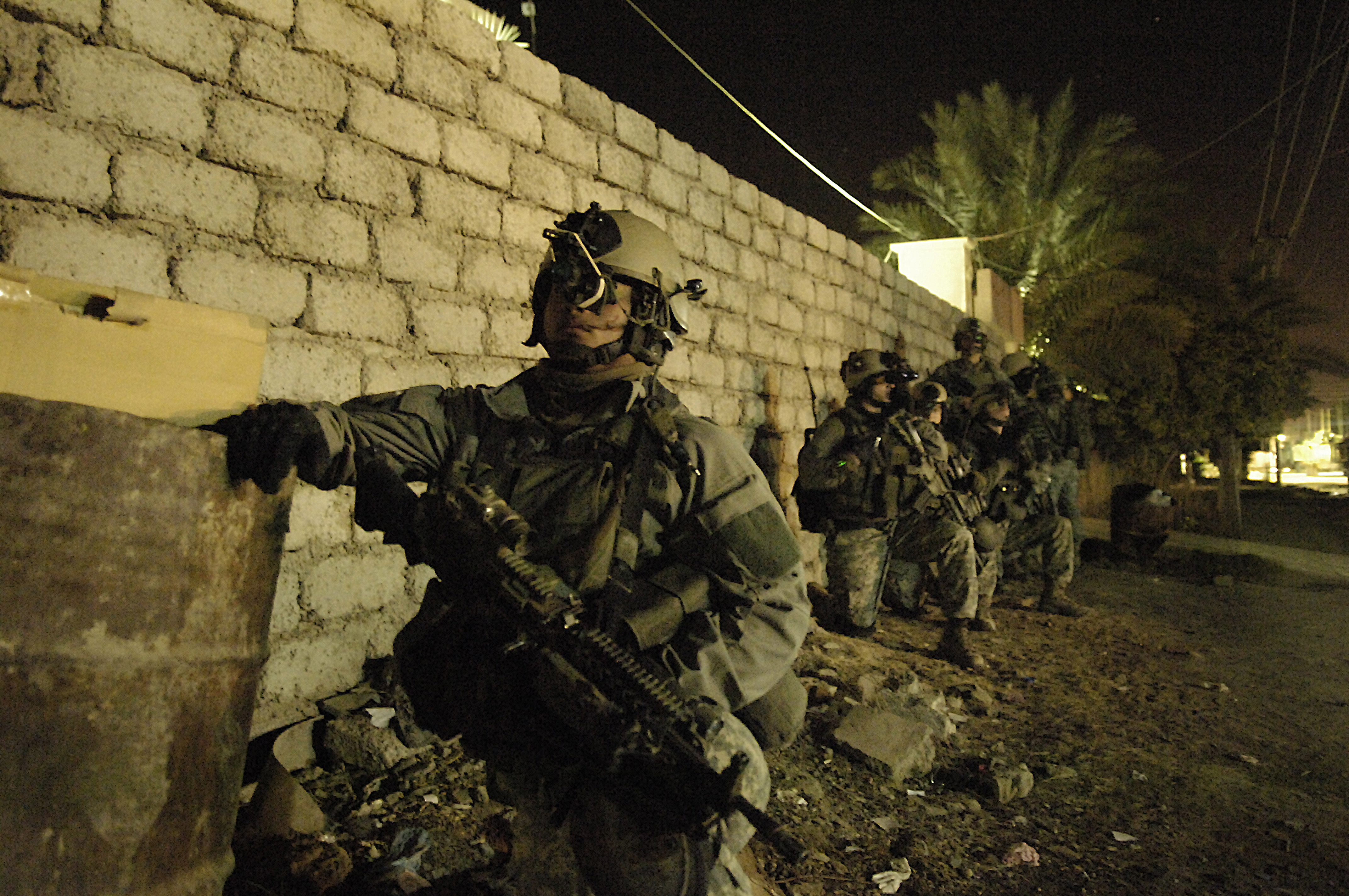
Soldats du 75e régiment de rangers en Irak en 2007.
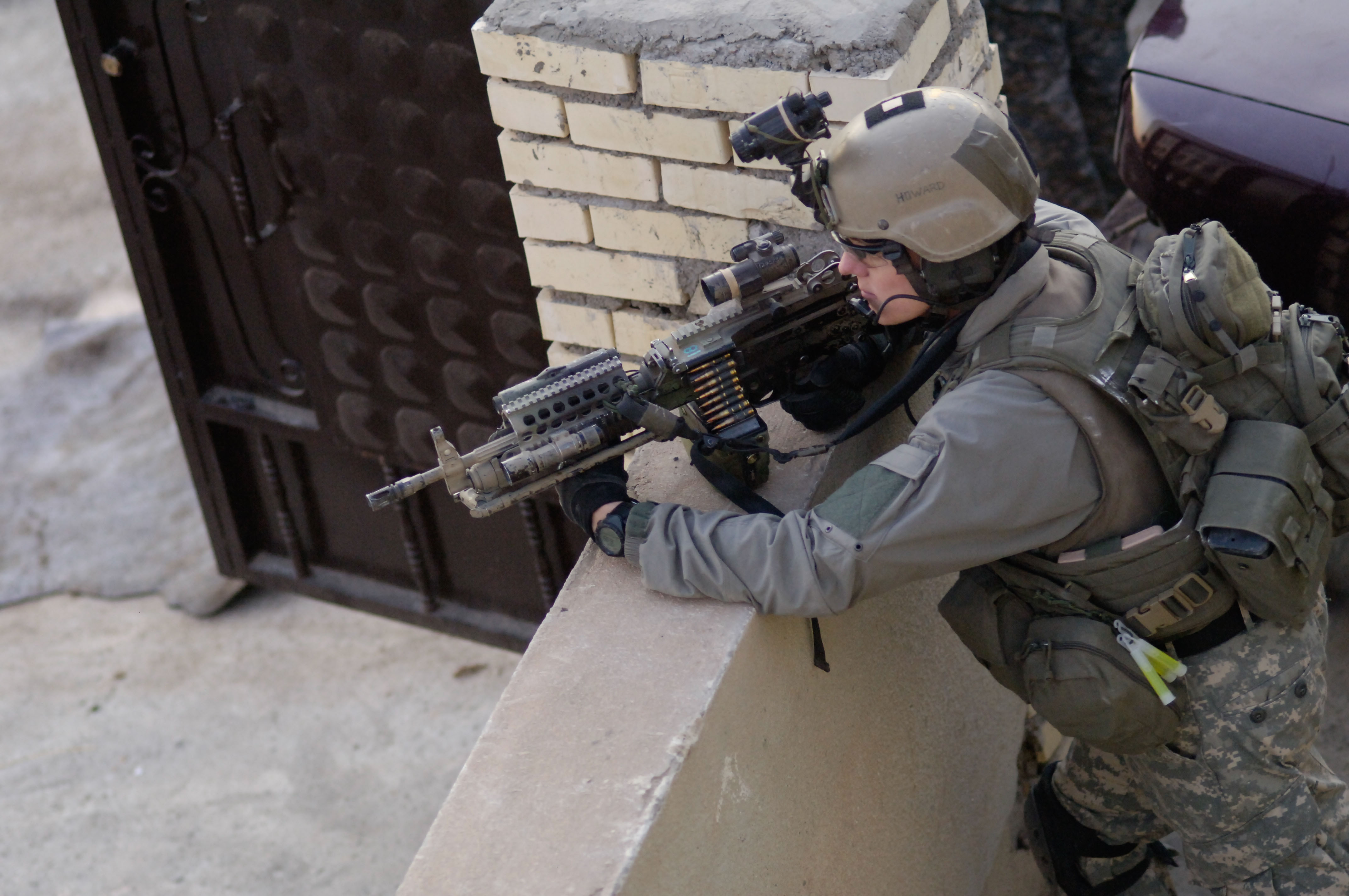
Un ranger en couverture en Irak en 2006.

## Devises

### Devise des rangers en général
Le 6 juin 1944, pendant le débarquement en Normandie, dans le secteur Dog White de la plage Omaha Beach, le général de brigade Norman Cota, assistant du commandant de la 29e division d'infanterie américaine, cherchant à sortir les unités débarquées de la plage, cria aux hommes du 5th Ranger Batallion : What outfit is this ? (« Qu'est-ce que c'est que cette bande ? »). On lui répondit : 5th Rangers !, ce à quoi Cota répondit : Well, Goddamn it then, Rangers, lead the way ! (« Eh bien, nom de Dieu, rangers, ouvrez-nous la voie ! »)
Depuis, Rangers lead the way ! (qui dans ce contexte se traduit plutôt par « Les rangers ouvrent la voie ! ») est la devise officielle des rangers.

### Devise du 75th Ranger Regiment
La devise du 75th Ranger Regiment est Sua Sponte, qui veut dire en latin « de leur propre accord ». Cette devise reflète le fait que les rangers actuels se sont portés volontaires à trois reprises pour pouvoir intégrer le 75th Ranger Regiment : d'abord pour s'engager dans l'US Army, ensuite pour être qualifié parachutiste, et enfin pour rejoindre le régiment.

## Dans la culture populaire

### Cinéma
- Le film Les commandos passent à l'attaque (1958) raconte la formation et les combats du 1st Ranger Battalion pendant la Seconde Guerre mondiale.
- Le film Le jour le plus long (1962) relate en partie l'assaut du 2nd Ranger Bataillon sur la Pointe du Hoc.
- Dans Les Ailes de l'enfer (1997), Cameron Poe (Nicolas Cage) est un ancien sergent du 75e régiment de rangers.
- Dans Il faut sauver le soldat Ryan (1998), l'équipe menée par Tom Hanks est issue du 2nd Ranger Bataillon.
- Le film La chute du Faucon Noir (2001) raconte les combats menés par le 75e régiment de rangers aux côtés de la Delta Force durant la Bataille de Mogadiscio.
- Dans Basic (2003), un ex-ranger enquête sur un exercice militaire où des Rangers ont été tués.
- Dans L'Agence tous risques (2010), l'équipe vient du 75e régiment de rangers.
- Dans Voyage au bout de l'enfer, le personnage de Robert de Niro porte à son retour de la guerre du Viêtnam un uniforme avec le badge de la Ranger School sur le bras.

### Télévision
- Dans la série télévisée Bones, l'agent Seeley Booth est un ancien sniper du 75e régiment de rangers.
- Dans la série télévisée The Sentinel, le détective Jim Ellison est un ancien ranger ayant servi au Pérou.
- Dans Chicago PD, Jay Halstead est un policier dans une unité spécialisée mais a servi en Afghanistan en tant que ranger du 75e régiment de rangers.
- Dans Esprits Criminels, l'agent Luke Alves a servi dans la guerre en Irak auprès du 75e régiment de rangers.
- Dans Arrow (cinquième saison), John Diggle, qui assistait jusque-là Green Arrow, se réengage au sein du second bataillon du 75e régiment de rangers[a]

### Jeux vidéo
- Les rangers apparaissent dans la série de jeux vidéo Call of Duty :
  - dans Call of Duty 2, la campagne américaine se déroule du point de vue du caporal Bill Taylor, du 2d Bataillon de rangers ;
  - dans Call of Duty: Modern Warfare 2, le joueur incarne le soldat James Ramirez du 75e régiment de rangers ;
  - dans Call of Duty: Modern Warfare 3, le 75e régiment de rangers est une faction alliée dans une des missions.
- Ils apparaissent également dans la série Medal of Honor :
  - dans Débarquement Allié, la campagne se déroule du point de vue du lieutenant Powell, du 1er Bataillon de rangers;
  - dans l'opus de 2010, plusieurs missions se déroulent du point de vue du 75e régiment de rangers.
- Dans Tom Clancy's Ghost Recon Wildlands, « Nomad », le personnage principal et chef d'équipe des Ghosts, est un vétéran du 75e régiment de rangers.